# Graneledone boreopacifica
Graneledone boreopacifica is een soort in de taxonomische indeling van de inktvissen, een klasse dieren die tot de stam der weekdieren (Mollusca) behoort. De inktvis komt enkel in zout water voor en is in staat om van kleur te veranderen. Hij beweegt zich voort door water in zijn mantel te pompen en het er via de sifon weer krachtig uit te persen. De inktvis is een carnivoor en zijn voedsel bestaat voornamelijk uit vis, krabben, kreeften en weekdieren die ze met de zuignappen op hun grijparmen vangen.
De inktvis komt uit het geslacht Graneledone en behoort tot de familie Megaleledonidae. Graneledone boreopacifica werd in 1982 beschreven door Nesis.
In 2007 merkten wetenschappers een broedend exemplaar op en volgden haar gedurende 4½ jaar. Ze doken tussen mei 2007 en september 2011 in totaal 18 maal met een ROV naar Monterey Canyon in de baai van Monterey, in een 1397 m diepe kloof. De inktvis was gemakkelijk herkenbaar door haar litteken. Gedurende de jarenlange broedperiode nam ze schijnbaar geen voedsel tot zich en vermagerde daarom aanzienlijk. Na 53 maanden verdween het beest in oktober 2011 spoorloos en vond men de resten van 155 à 165 eieren.
Het blijft gissen hoe de moeder zo lang zonder voedsel kan, al dragen inactiviteit en een lage omgevingstemperatuur bij aan een trage stofwisseling. De gemeten temperatuur op de locatie varieerde van 2,8 tot 3,4° C. Normaal gesproken besteedt een inktvis een kwart van haar levensduur aan het uitbroeden van de eieren. Vergeleken met soorten in ondiep water levert deze inktvis slechts een klein legsel af, maar wel met relatief grote eieren. Dit ligt overigens in lijn met het feit, dat in koud water levende soorten relatief grotere eieren leggen. Dat Graneledone boreopacifica zo lang voor haar kroost zorgt, kan er op duiden dat deze soort een relatief lange levensduur heeft; de meeste soorten in ondiepe wateren leven gemiddeld niet langer dan 2 jaar. De deskundigen verwachtten een broedduur van slechts 3 jaar.